# 40233 Baradeau
40233 Baradeau è un asteroide della fascia principale. Scoperto nel 1998, presenta un'orbita caratterizzata da un semiasse maggiore pari a 3,1837343 au e da un'eccentricità di 0,1840855, inclinata di 7,02459° rispetto all'eclittica.